# كريل طويل الذيل
ايفوزي طويل الذيل أو كريل طويل الذيل (الاسم العلمي:Thysanoessa macrura) هو نوع من الحيوانات البحرية يتبع جنس ايفوزي مهدب من فصيلة الايفوزية.